# Sidney Keyes
Sidney Arthur Kilworth Keyes (Dartford, Kent, Regne Unit, 27 de maig de 1922 - Tunísia, 29 d'abril de 1943) fou un poeta anglès, mort en plena joventut a la Segona Guerra Mundial.

## Biografia
Restà orfe de mare poc després de nàixer, i fins als nou anys visqué amb els seus avis paterns, en un vell casalot. Fou un xiquet malaltís i imaginatiu; lector precoç, especialment de llibres d'història, als seus cinc anys rebutjà The Children's Encyclopaedia perquè trobà que contenia dades incorrectes. Començà d'escriure poesia quan encara era molt jove, amb Wordsworth, Rilke i Jung entre les seues influències principals. Assistí a la Dartford Grammar School, on el professor Tom Staveley, també poeta, l'encoratjà en les seues provatures literàries, i després ingressà en l'Escola Tonbridge (Hillside, 1935-1940) per a la seua educació secundària. Del 1940 data el primer dels seus poemes importants, «The Buzzard» (L'aligot). Aquest mateix any va obtenir una beca per a estudiar història al Queen's College d'Oxford. Durant el seu temps a Oxford, s'enamorà de la jove artista alemanya Milein Cosman, però no va ser correspost. També es va fer amic dels companys poetes John Heath-Stubbs i Michael Meyer, va editar una revista, The Cherwell, i va formar una companyia de teatre.
Deixà Oxford i s'uní a l'exèrcit a l'abril de 1942. Entrà en servei actiu aquest mateix any, i va ser enviat amb el Queens Own West Kent Regiment a lluitar en la campanya de Tunísia de la Segona Guerra Mundial al març de 1943. Abans del seu servei, Keyes ja havia escrit més de la meitat dels cent deu poemes que més avant serien recollits en The Collected Poems of Sidney Keyes. Segons testimonis, durant la guerra havia continuat escrivint poesia; no obstant això, aquestes obres no han sobreviscut.
Keyes va morir en acció el 29 d'abril de 1943, cobrint la retirada del seu escamot durant un contraatac, poc abans de complir els vint-i-un anys. També s'ha afirmat que morí a mans de l'enemic, després de ser capturat.

## Obres
Keyes va escriure els seus dos únics llibres quan estudiava a Oxford:
- The Iron Laurel, 1942
- The Cruel Solstice, publicat pòstumament el 1944

Poemes seus aparegueren també al New Statesman, a The Listener i en altres revistes de poesia.

## Reconeixement
El 1943, fou guardonat amb el Premi Hawthornden per The Cruel Solstice i The Iron Laurel.
És recordat com un dels poetes més destacats de la Segona Guerra Mundial.